# James Lindesay-Bethune (16e comte de Lindsay)
James Randolph Lindesay-Bethune, 16e comte de Lindsay, (né le 19 novembre 1955) est un homme d'affaires écossais et un homme politique conservateur. 

## Biographie
Fils de David Lindsay, 15e comte de Lindsay et de sa première épouse Mary Douglas-Scott-Montagu, il fait ses études au Collège d'Eton, à l'université d'Édimbourg et à l'université de Californie à Davis. Il succède à son père en tant que comte de Lindsay en 1989. Il est vice-président du Comité de l'Union interpartis sur l'environnement de 1994 à 1995 et sous-secrétaire d'État parlementaire pour l'Écosse de 1995 à 1997, période pendant laquelle il est responsable de l'agriculture, de la pêche et de l'environnement. Entre 2012 et 2017, Lord Lindsay est président du National Trust for Scotland. 
En 1982, il épouse Diana Mary Chamberlayne-Macdonald, petite-fille d'Alexander Somerled Angus Bosville Macdonald de Sleat, 16e baronnet ; ils ont cinq enfants : 
- Frances Mary Lindesay-Bethune (née en 1986), épouse Rotislav Gabinsky, fils de Vladimir Gabinsky et de Sofya Borodovsky-Lyalin ;
- Alexandra Penelope Lindesay-Bethune (née en 1988) , épouse Jack Coleman, fils de Terry Coleman ;
- William James Lindesay-Bethune, vicomte de Garnock (né le 30 décembre 1990), épouse Violet Manners, fille aînée de David Manners (11e duc de Rutland) ;
- David Nigel Lindesay-Bethune (né en 1993) ;
- Charlotte Diana Lindesay-Bethune (née en 1993), épouse Jaime, fils de Pierre de Bourbon-Siciles, le 25 septembre 2021 dans la Cathédrale de Monreale.

La comtesse de Lindsay est une patronne du bal royal calédonien et un maître des Fife Foxhounds .